# Krausnick-Groß Wasserburg
Krausnick-Groß Wasserburg là một đô thị thuộc huyện Dahme-Spreewald, bang Brandenburg, Đức. Đô thị Krausnick-Groß Wasserburg có diện tích 54,54 km², dân số thời điểm 31 tháng 12 năm 2006 là 636 người.